# البداري
مركز البداري يقع في محافظة أسيوط في جمهورية مصر العربية ويعد أحد أكبر مراكز المحافظة من حيث المساحة وعدد السكان.

## التقسيم الإداري
مركز البداري يضم 7 وحدات محلية هي:
- النواورة
- العقال القبلي
- العقال البحرى
- النواميس
- العتمانيه
- الكوم الأحمر
- نجوع المعادي